# Pałac Holyrood
Pałac Holyrood (ang. Palace of Holyroodhouse, Holyrood Palace) – pałac w Edynburgu, będący rezydencją monarchów brytyjskich w Szkocji. Położony jest na wzniesieniu, na wschodnim końcu Royal Mile, która między innymi prowadzi do zamku.
W roku 1128 znajdowało się tu Opactwo Holyrood. Dziedziniec budynku budowany był stopniowo; w 1532 roku powstała wieża strażnicza w północno-zachodniej części zamku. Pałac Holyrood w obecnej formie powstał w XVII wieku. Zamek gościł m.in. królową Szkotów, Marię Stuart.

## Linki zewnętrzne

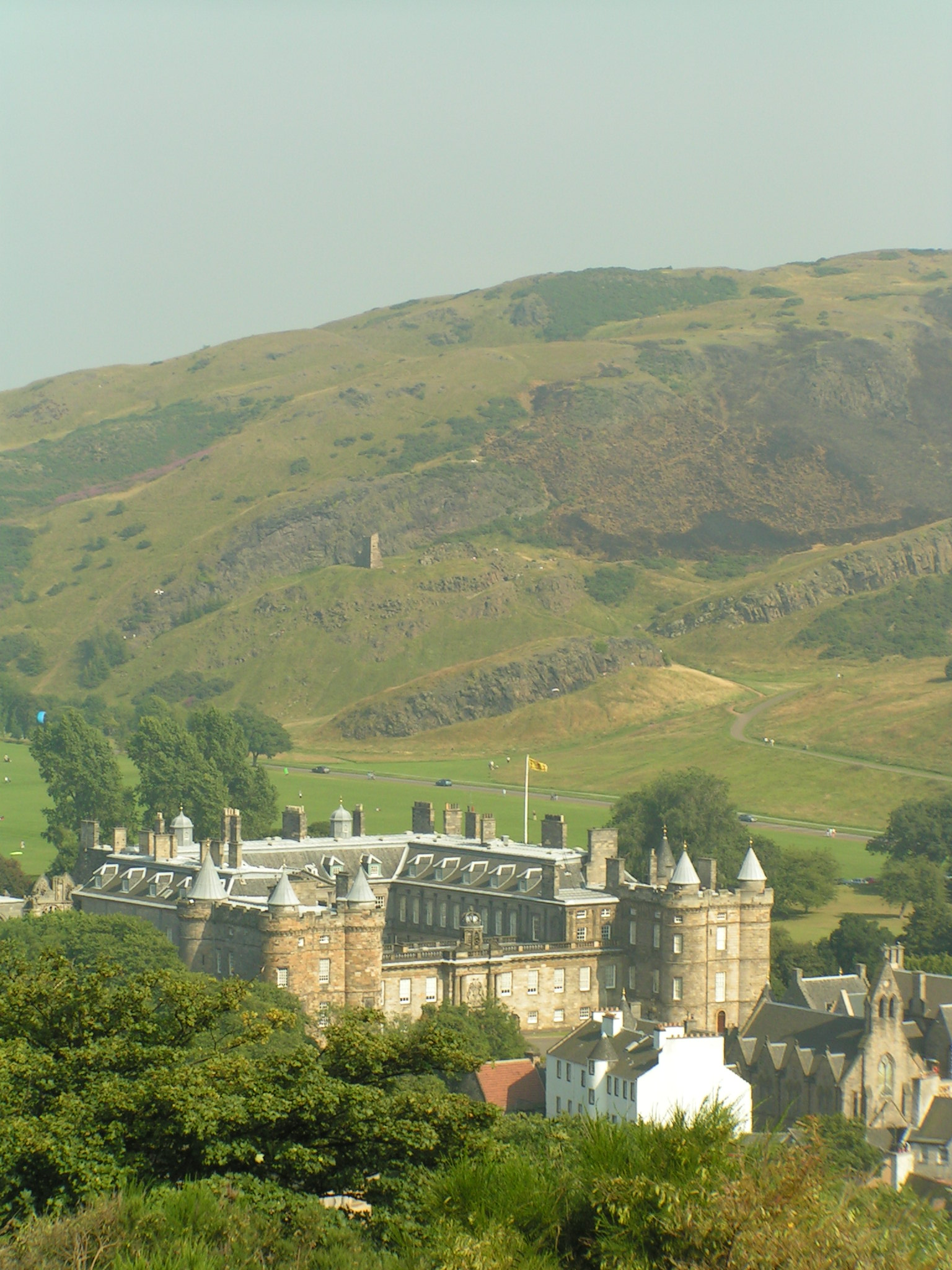
Widok na Pałac Holyrood z pobliskiej góry Calton Hill

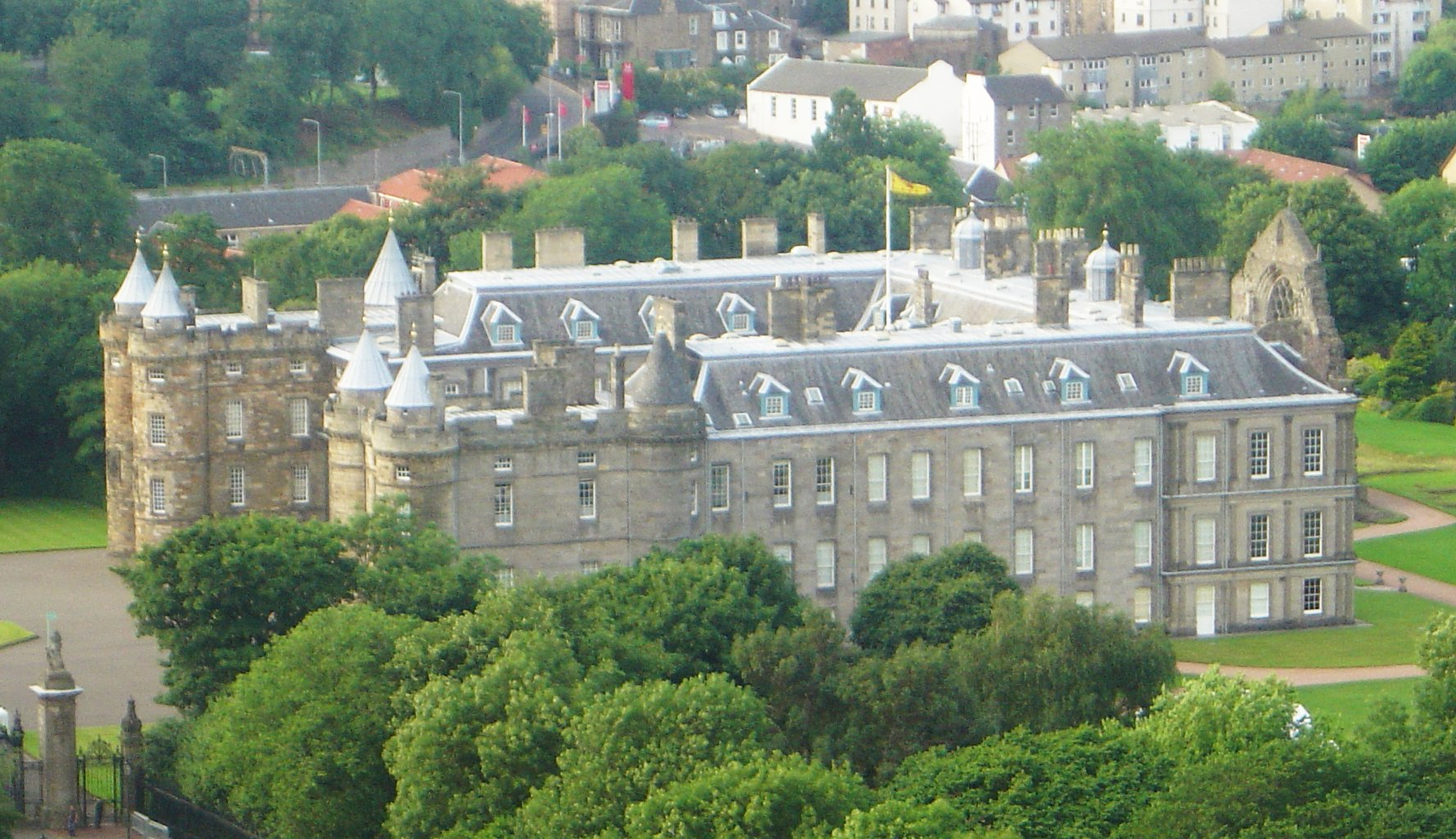
Pałac Holyrood